# The Hogyssey
Albums de Spacehog
The Chinese Album
(1998) As It Is on Earth
(2013)
Singles
1. I Want to Live
Sortie : 2001

The Hogyssey est le troisième album du groupe de rock alternatif Spacehog. Réalisé en 2001, il contient un titre qui sortira en single, I Want to Live. L'album est sorti en CD exclusivement et échoua à atteindre le classement des charts.
Le titre éponyme est un arrangement rock d'Ainsi parlait Zarathoustra de Richard Strauss, assez similaire à la version d'Eumir Deodato.
Il prit son nom définitif, après avoir été successivement nommé This Is America puis 2001: A Space Hogyssey. Il restera pendant 12 ans le dernier album en date de Spacehog, jusqu'à la sortie de As It Is on Earth (en) en 2013.

## Liste des titres
Les chansons sont composées par Royston Langdon, sauf indication contraire.
1. Jupiter's Moon - 3 min 46 s
2. This Is America (Antony Langdon, R. Langdon) - 4 min 12 s
3. I Want to Live - 4 min 30 s
4. Earthquake - 2 min 49 s
5. A Real Waste of Food - 4 min 40 s
6. Perpetual Drag - 3 min 49 s
7. Dancing on My Own - 5 min 54 s
8. And It Is - 4 min 54 s
9. The Hogyssey (Richard Strauss) - 2 min 37 s
10. The Strangest Dream - 4 min 12 s
11. At Least I Got Laid - 3 min 49 s
12. The Horror - 17 min 25 s
13. I Can't Hear You (morceau caché)

## Crédits
- Royston Langdon - guitare basse, chants
- Antony Langdon - guitare, chants
- Jonny Cragg - batterie
- Richard Steel - guitare solo